# Apogon ellioti
Apogon ellioti es una especie de pez de la familia de los apogónidos en el orden de los perciformes.

## Morfología
Los machos pueden alcanzar los 16 cm de longitud total.

## Distribución geográfica
Se encuentran desde África Oriental hasta las Islas Marshall, sur del Japón, el Mar de Arafura, Nueva Caledonia y el noroeste de Australia.